# Withius lawrencei
Espèce
Synonymes
- Allowithius lawrencei Beier, 1935

Withius lawrencei est une espèce de pseudoscorpions de la famille des Withiidae.

## Distribution
Cette espèce est endémique des Mascareignes. Elle se rencontre à l'île Maurice et à La Réunion.

## Étymologie
Cette espèce est nommée en l'honneur de Reginald Frederick Lawrence.

## Publication originale
- Beier, 1935 : Neue Pseudoskorpione von Mauritius. Zoologischer Anzeiger, vol. 110, p. 253-256.